# Anisocentropus torulus
Anisocentropus torulus är en nattsländeart som beskrevs av Arturs Neboiss 1980. Anisocentropus torulus ingår i släktet Anisocentropus och familjen Calamoceratidae. Inga underarter finns listade i Catalogue of Life.